# Evangeliumsterzett Stuttgart
Das Evangeliumsterzett Stuttgart (manchmal: Stuttgarter Evangeliumsterzett) war ein Vokalterzett, bestehend aus Dora Meilicke, Elfriede Pfeiffer und Christa Frey, des Evangeliumsliedes. 
Die Formation begann in den 1950er Jahren unter dem christlichen Musikproduzenten Peter van Woerden erste Singles für das Schallplattenlabel Frohe Botschaft im Lied einzuspielen. Dora Meilicke besetzte den Sopran, Elfriede Pfeiffer die mittlere Altstimme und Christa Frey den zweiten Alt. Das Repertoire des Terzetts umfasste neben Evangeliumslieder auch volkstümliche geistliche Lieder sowie Choräle. Es war bis in die 1960er Jahre in der christlichen Musikszene aktiv. 

## Diskografie

### Singles
- Ich hab einen Heiland (Seite B: Wo keine Wolke mehr sich türmt). Frohe Botschaft im Lied
- Der Heiland sorgt für dich. (Seite B der Single Du hast so wunderbare Wege vom Evangeliumschor Stuttgart). Frohe Botschaft im Lied
- Das Größte kann vollbringen (Seite B der Single Zur Heimat da droben von Hedwig Müller). Frohe Botschaft im Lied
- Und löst sich hier das Rätsel nicht (Seite B der Single Reif sind die Felder vom Evangeliumschor Stuttgart). Frohe Botschaft im Lied
- O mich ziehts nach jenen Höhen (Seite B: „Dennoch“ ist ein schönes Wort). Frohe Botschaft im Lied
- Wohin wird mich mein Gott noch leiten (Seite B: Die Güte Gottes preisen). Frohe Botschaft im Lied
- Mach unser Haus zur Gotteshütte (Seite B: Wo ist der Seele Heimatland?). Frohe Botschaft im Lied
- O Heiland, gib mir deinen Segen (Seite B: Ich bin durch manche Zeiten). Frohe Botschaft im Lied
- Geh aus, mein Herz (Seite B: Der Mond ist aufgegangen). Frohe Botschaft im Lied
- Hebe deine Augen auf (Seite B: Nur eine Freude blühet dir und In meines Jesu Hände). Frohe Botschaft im Lied
- „Dennoch!“ So lasset uns sprechen (Seite B: Früh wollst du mich mit deiner Gnade füllen). Frohe Botschaft im Lied
- Schönster Herr Jesu (Seite B: Wie ist doch der Abend so traulich und Mein schoenste Zier). Frohe Botschaft im Lied
- Wo kann der Höchste wohnen. Frohe Botschaft im Lied
- O dass doch bald dein Feuer brennte (Seite B: Jesu hilf siegen, Weicht ihr Berge und Gott will's machen). Frohe Botschaft im Lied
- Mein Jesu, lieber hab ich dich (Seite B: Dein, Jesus, dein, Herr, lass meine Lieder dringen und Bald kommt der Tag). Frohe Botschaft im Lied
- Lobe den Herrn, meine Seele. (Seite B: Harre, meine Seele und Sei wachsam)

### Gastauftritte
- Schmecket und sehet wie freundlich der Herr ist. (Peter van Woerden und der Wetzlarer Kinderchor; Evangeliumsterzett Stuttgart singt: Wie hab ich doch die kleinen Waldvögelein so gern)

### Kompilationen
- Ein neues Lied erklingt in meinem Herzen. Goldene Reihe. Frohe Botschaft im Lied
- Du bist des Lebens wahre Quelle. Grüne Reihe. Frohe Botschaft im Lied. DNB 353545104
- Gott schuf den Menschn zu seinem Bilde. Goldene Reihe. Frohe Botschaft im Lied
- In dir geborgen. Grüne Reihe. Frohe Botschaft im Lied
- In Christus liegen verborgen alle Schätze der Weisheit. Goldene Reihe. Frohe Botschaft im Lied
- Welchen Jubel, welche Freude. Goldene Reihe. Frohe Botschaft im Lied
- Ja, damals. Schulte & Gerth
- Ja, damals 12. Schulte & Gerth
- Unvergessen 3 – Lieder, die bleiben. Gerth Medien[1]
- Unvergessen 4 – Lieder von Paul Gerhardt. Gerth Medien
- Unvergessen 6 – Lieder, die bleiben. Gerth Medien
- Unvergessen 10 – Lieder, die bleiben. Gerth Medien[2][3]